# Barichneumon anator
Barichneumon anator là một loài tò vò trong họ Ichneumonidae.